# Unité urbaine de Saint-Brevin-les-Pins
L'unité urbaine de Saint-Brevin-les-Pins est une ancienne unité urbaine française centrée sur la ville de Saint-Brevin-les-Pins. Dans le zonage effectué par l'Insee en 2020, les communes qui la composaient font partie de l'unité urbaine de Saint-Nazaire.

## Données globales
En 2010, selon l'INSEE, l'unité urbaine de Saint-Brevin-les-Pins était composée de quatre communes, toutes situées dans le département de la Loire-Atlantique, plus précisément dans l'arrondissement de Saint-Nazaire.
Dans le zonage de 2020, les communes qui la composaient font partie de l'unité urbaine de Saint-Nazaire.
En 2016, avec 23 978 habitants , elle représentait la 3e unité urbaine du département de la Loire-Atlantique, étant devancée par les grandes agglomérations urbaines de Nantes (1er rang départemental et préfecture du département) et de Saint-Nazaire (2e rang départemental).
Dans la région Pays de la Loire, elle occupait le 12e rang régional après l'unité urbaine de Saint-Hilaire-de-Riez (11e rang régional).
En 2016, sa densité de population s'élevait à 365 hab/km2, ce qui en faisait une unité urbaine moyennement densément peuplée comparativement aux unités urbaines de plus de 20 000 habitants.

## Délimitation de l'unité urbaine en 2010
Elle était composée des quatre communes suivantes :
| Nom                    | Code Insee | Statut | Superficie (km2) | Population (dernière pop. légale) | Densité (hab./km2) |
| ---------------------- | ---------- | ------ | ---------------- | --------------------------------- | ------------------ |
| La Plaine-sur-Mer      | 44126      |        | 16,39            | 4 018 (2014)                      | 245                |
| Préfailles             | 44136      |        | 4,88             | 1 212 (2014)                      | 248                |
| Saint-Brevin-les-Pins  | 44154      |        | 19,29            | 13 210 (2014)                     | 685                |
| Saint-Michel-Chef-Chef | 44182      |        | 25,12            | 4 627 (2014)                      | 184                |

## Évolution démographique dans le zonage de 2010
| 1968   | 1975   | 1982   | 1990   | 1999   | 2010   | 2015   | 2016   |
| ------ | ------ | ------ | ------ | ------ | ------ | ------ | ------ |
| 12 486 | 13 486 | 13 880 | 14 312 | 16 326 | 21 774 | 23 405 | 23 978 |